# Diplazium andicola
Diplazium andicola är en majbräkenväxtart som först beskrevs av Robert G. Stolze och som fick sitt nu gällande namn av Michael Kessler och Alan Reid Smith.
Diplazium andicola ingår i släktet Diplazium och familjen Athyriaceae. Inga underarter finns listade i Catalogue of Life.